# رجل الذئب المحمر
رجل الذئب المحمر (الاسم العلمي:Lycopodium erubescens) هو نوع من النباتات يتبع جنس رجل الذئب من فصيلة الرجل الذئبية.